# 로어 (영화)
로어(Lore)는 영국에서 제작된 케이트 쇼트랜드 감독의 2012년 드라마, 스릴러, 전쟁 영화이다. 사스키아 로젠달 등이 주연으로 출연하였다.

## 출연

### 주연
- 사스키아 로젠달
- 닐 트렙스
- 우르시나 라르디

### 조연
- 카이 피터 말리나
- 스펜 피픽
- 필립 위그래츠

## 제작진
- 미술: 질케 피셔
- 의상: 스테파니 비커